# 竹内千春
竹内 千春（たけうち ちはる、1968年7月4日 - ）は、日本の政治家、弁護士。立憲民主党所属の衆議院議員（1期）。

## 来歴
宮崎県延岡市生まれ。中央大学文学部文学科英米文学専攻卒業。ジョージア・サウスウエスタン大学社会行政学部修士課程修了。ジョージア大学教育学部修士課程修了。大宮法科大学院大学法務博士（専門職）。
電通ヤング＆ルビカム株式会社マーケティング局を経て、南九州短期大学国際教養学科助教授（異文化コミュニケーション、英語教科教育法等担当）を務める。教員時代、会社でセクハラ被害にあった教え子から相談を受けたことをきっかけに35歳で法科大学院に進み、41歳で弁護士資格を取得。紀尾井町法律事務所弁護士、南九州大学非常勤講師（法学、憲法担当）、のぞみ総合法律事務所弁護士、日本銀行決済機構局出向、国立大学法人山形大学監事、日本弁護士連合会国際室室長を経て、2020年12月に竹内千春法律事務所を設立。
2021年10月31日執行の第49回衆議院議員総選挙に、立憲民主党公認で千葉7区から重複立候補。選挙区では自由民主党前職の齋藤健に敗れ、比例区でも落選。
2023年6月13日、立憲民主党は次期衆院選で竹内を埼玉3区に擁立すると発表。
2024年10月27日執行の第50回衆議院議員総選挙に、立憲民主党公認で埼玉3区から重複立候補。選挙区では自由民主党前職の黄川田仁志に敗れたが、比例区で復活当選を果たした。

## 選挙
| 当落 | 選挙                   | 執行日         | 年齢 | 選挙区      | 政党       | 得票数    | 得票率 | 定数 | 得票順位 /候補者数 | 政党内比例順位 /政党当選者数 |
| ---- | ---------------------- | -------------- | ---- | ----------- | ---------- | --------- | ------ | ---- | ------------------ | ---------------------------- |
| 落   | 第49回衆議院議員総選挙 | 2021年10月31日 | 53   | 千葉県第7区 | 立憲民主党 | 7万1048票 | 30.6%  | 1    | 2/4                | 14/5                         |
| 比当 | 第50回衆議院議員総選挙 | 2024年10月27日 | 56   | 埼玉県第3区 | 立憲民主党 | 6万6103票 | 36.42% | 1    | 2/4                | 4/5                          |